# Symplocos neocaledonica
Symplocos neocaledonica là một loài thực vật có hoa trong họ Dung. Loài này được (Vieill.) Noot. miêu tả khoa học đầu tiên năm 1898-1990.